# Psalm 2
Psalm 2 is de tweede psalm uit Psalmen in de Hebreeuwse Bijbel. In de Talmoed worden Psalm 1 en 2 als één psalm gezien. Er wordt in de brontekst geen auteur gegeven bij de psalm, hoewel de psalm traditioneel wordt toegeschreven aan koning David. In de Vulgaat begint de psalm met de tekst Quare fremuerunt gentes, "Waarom woeden de heidenen".

## Interpretatie
Psalm 1 en 2 dienen beiden als introductie voor de psalmen door het maken van onderscheid tussen de rechtvaardigen en zondaars. Psalm 2 doet dit door een vergelijking tussen de koningen van de aarde en de gezalfden van God te maken.
Psalm 2 valt op te delen in vieren: de eerste strofe (vers 1 tot 3) heeft betrekking tot het tumult op aarde, de tweede strofe (vers 4 tot 6) benoemt het lachen van God, de derde strofe (vers 7 tot 9) benoemt de komst van 'de Zoon' (soms als aanduiding voor de messias geïnterpreteerd) en de laatste strofe (vers 10 tot 12) dient als aanklacht en waarschuwing tegen de heersers/koningen van de aarde.

## Muziek
De tekst van Psalm 2 is gebruikt in:
- Nine Tunes for Archbishop Parker's Psalter van Thomas Tallis (1567)
- Quare fremuerunt gentes van Marc-Antoine Charpentier (1675)
- Grand motet van Michel-Richard de Lalande (1706)
- Messiah van Georg Friedrich Händel (1741)
- Chichester Psalms van Leonard Bernstein (1965)

De Psalm is diverse malen berijmd in psalmberijmingen op de Geneefse melodieën. De psalm kan hierdoor worden gezongen in de Staatsberijming van 1773, de nieuwe berijming van 1968, de berijming uit het Gereformeerd Kerkboek en in De Nieuwe Psalmberijming uit 2020.